# Байгундино
Байгундино — деревня в Перелюбском районе Саратовской области России, в составе Перелюбского муниципального образования.
Деревня расположена на правом берегу реки Камелик, напротив посёлка Кондукторовский, примерно в 8 км южнее районного центра села Перелюб
Население — 46 (2010)

## История
Согласно Списку населённых мест Самарской губернии, по сведениям за 1889 год, деревня относилась Кузябаевской волости Николаевского уезда. Земельный надел составлял 4939 десятин удобной и 918 десятин неудобной земли. Деревню населяли башкиры, магометане, всего 297 жителей.
Согласно Списку населённых мест Самарской губернии 1910 года в деревне проживали 215 мужчин и 200 женщин, в деревне имелись мечеть, школа.

## Население
Динамика численности населения по годам:
| Годы      | 1889 | 1897 | 1910 | 2002 |
| --------- | ---- | ---- | ---- | ---- |
| Население | 297  | 391  | 415  | 53   |

| 2010 |
| ---- |
| 46   |

Национальный состав
Согласно результатам переписи 2002 года, в национальной структуре населения башкиры составляли 81 %.